# Liste der Monuments historiques in Le Verdon-sur-Mer
Die Liste der Monuments historiques in Le Verdon-sur-Mer führt die Monuments historiques in der französischen Gemeinde Le Verdon-sur-Mer auf.

## Liste der Bauwerke
| Bezeichnung             | Beschreibung | Standort | Kennzeichnung | Schutzstatus | Datum | Bild           |
| ----------------------- | ------------ | -------- | ------------- | ------------ | ----- | -------------- |
| Leuchtturm von Cordouan |              | (Lage)   | PA00083858    | Classé       | 1862  | weitere Bilder |
| Leuchtturm von Grave    |              | (Lage)   | PA33000123    | Inscrit      | 2009  | weitere Bilder |

## Liste der Objekte
- Monuments historiques (Objekte) in Le Verdon-sur-Mer in der Base Palissy des französischen Kultusministeriums